# AlieNation
AlieNation ist ein Animationsfilm der Regisseurin Laura Lehmus zum Thema Pubertät aus dem Jahr 2014. Die animierte Kurzdokumentation verwendet den Originalton von Interviews, die Laura Lehmus und Dirk Böll mit Heranwachsenden geführt haben. Die Teenager wurden von mehreren Animatoren in verschiedenen Techniken gestaltet und animiert: Manche Figuren wurden gezeichnet, andere collagiert und wieder andere aus Knete geformt.

## Titel und Inhalt
Der Titel lässt an Aliens, Wesen aus einer fremden Welt, denken. Um das Gefühl, „nicht ganz von dieser Welt zu sein“, geht es in diesem Film. Doch die Protagonisten sind auf der Erde zu Hause: Jugendliche in dem Alter, „in dem die Pickel sprießen, Körper mutieren und die Stimme krächzt“. Diese „Fremdlinge bzw. sich selbst Entfremdeten“ kehren im Film „ihr Innerstes nach außen“. „Gemeinsam bilden diese Aliens eine Alien-Nation.“
Vermittelt wird das alterstypische „Gefühl der Ohnmacht, seinem Körper ausgeliefert zu sein, da man auf die Veränderungen keinen Einfluss hat.“ Das Empfinden der Entfremdung von Verstand und Körper nimmt AlieNation wörtlich: „Aus den jungen Erwachsenen wird der Alien im eigenen Körper.“
Das Auseinanderfallen von Innen und Außen wird ebenfalls thematisiert: „Ständig wird von einem erwartet, was man nicht versteht, man denkt, man sei hässlich, abstoßend und fremd. Wie ein Alien eben.“ Die Jugendlichen erzählen von Stimmungsschwankungen, von Kontrollbestrebungen der Eltern und den Wegen, diese zu umgehen.
Durch den Kontrast zwischen Gesehenem und Gehörtem werden die Texte verfremdet: „Plötzlich klingt das, was die Heranwachsenden von sich geben, vollkommen absurd, manchmal komisch oder gar grausam, wenn zum Beispiel ein glubschäugiges, außerirdisches Tierchen mit piepsiger Mädchenstimme von seiner handfesten Auseinandersetzung auf dem Schulhof berichtet.“

## Vorbilder
AlieNation weist Gemeinsamkeiten mit dem knetanimierten Kurzfilm Creature Comforts aus dem Jahr 1989 auf. Während dort Zootiere aus Knete ihre Haltungsbedingungen reflektieren, legte Lehmus ihren Figuren die Aussagen von Teenagern zu deren Pubertätsproblemen in den Mund.

## Produktion und Veröffentlichung
Die Figuren wurden von Aike Arndt, Anna Blaszczyk, Jan Goldfuß, Vera Lalyko, Matthias von Lonski, Christian Schlierkamp und Stefan Schomerus gestaltet und animiert.
Die zugrunde liegenden Interviews wurden von Laura Lehmus und Dirk Böll an drei Schulen aufgenommen, unter anderem auch in einer 9. Klasse in Bremerhaven. Für den Ton war César Fernández Borrás verantwortlich, Sounddesign und Abmischung besorgte der Komponist Sebastian Müller, Tonmeister war Dirk Böll.
Der Film wurde als DCP mit 16:9 und Dolby Digital 5.1 produziert.
Am 21. Oktober 2014 wurde der Film bei den Hofer Filmtagen uraufgeführt. Der Erstverleih lag bei der Interfilm Berlin. Vertrieben wird AlieNation in Deutschland von Matthias-Film. Am 12. Mai 2016 wurde der Film im Fernsehsender 3sat ausgestrahlt.

## Intention
Laura Lehmus wollte mit diesem Film aufzeigen, wie klug und voller Selbstvertrauen diese Teenager sind. Sie wollte einen Blick in einen Lebensabschnitt voll Wandlungen, Brüchen, Übergängen, Widerständen und Freiheit eröffnen, zu dem sich alle in Beziehung setzen können.

## Förderung
Die Produktion des Films wurde von der Medienboard Berlin-Brandenburg gefördert. Die Filmförderungsanstalt FFA hatte die Produktion in der Referenzförderung für Kurzfilme mit 67 558 € unterstützt.

## Auszeichnungen (Auswahl)
- 2016: Bunter Hund – Internationales Kurzfilmfest München
- 2016: Internationales Filmwochenende Würzburg: Bester Kurzfilm.[16]
- 2015: Deutscher Kurzfilmpreis in Gold in der Kategorie Animationsfilm[17]
- 2015: Filmfest Dresden: Förderpreis der DEFA-Stiftung[18]
- 2015: Exground Filmfest, Wiesbaden: Preis der Jugendjury, Bester Vorfilm[9]
- 2015: Fünf Seen Filmfestival: Goldenes Glühwürmchen[9]
- 2015: Internationale Kurzfilmtage Oberhausen: Lobende Erwähnung der Jugendjury[9]
- 2015: Monstronale Filmfestival, Halle (Saale): Publikumspreis[9]
- 2014: Prädikat Besonders wertvoll der Deutschen Film- und Medienbewertung[19]

## Beteiligung an Filmfestivals (Auswahl)
- 2016: Palm Springs International ShortFest
- November 2015: Villeurbanne Short Film Festival[20]
- September 2015: Nancy-Lorraine International Film Festival[20]
- April/Mai 2015: 2015: Documentamadrid[21]
- 2014: Internationale Hofer Filmtage[12]

## Rezeption
Der Unterhaltungswert des Filmes wurde mehrfach hervorgehoben: Die Jury des Deutschen Kurzfilmpreises befand, AlieNation sei ein überaus unterhaltsamer Kurzfilm zum Thema Pubertät, auch in der Zeit wurde der Film als „sehr lustig“ bezeichnet.
Besondere Erwähnung fand der große Adressatenkreis. Es gelinge dem Film, „nicht nur Jugendliche anzusprechen, sondern auch Erwachsene zum Lachen und Nachdenken zu bringen“.
Auch der pädagogische Gehalt für Erwachsene und Jugendliche wurde erkannt: Der Film, so die Jury des Deutschen Kurzfilmpreises, schärfe den Blick auf die „mitunter recht linkisch formulierten Entwicklungsprobleme Heranwachsender“, biete aber auch „pädagogisch wertvolle Ansätze zur Selbstreflektion“. Die Deutsche Film- und Medienbewertung urteilte, es sei ein Film entstanden, „der mit all seinen knackigen Ideen die Gefühls- und Lebenslage der Jugendlichen genau auf den Punkt bringt. Besser kann man diese spezielle Lebensphase nicht beschreiben.“ Oliver Reinhard hob in der Süddeutschen Zeitung Originalität und pädagogischen Wert des Films hervor. Er sah „eine willkommene Abwechslung von den meisten Realfilmen über Kinder, die sich an Standardschicksalen seelennotleidender Kleiner abarbeiten, vorzugsweise Scheidungsopfern“ und bezeichnete ihn als „eine köstliche, berührende 'Studie' mit hohem pädagogischen Wert, gerade für Eltern“.
Die Vergabe des Prädikats Besonders wertvoll begründete die Deutsche Film- und Medienbewertung auch damit, dass die „äußerst klugen und reflektierenden Aussagen“ in Animationen übersetzt worden seien, „die ganz zum Thema des Films passen“. Auch an anderer Stelle wurde die „gelungene Brücke zwischen witziger Animationstechnik und ehrlichen Interviews“ lobend erwähnt. Die „liebevoll und detailreich“ gestalteten Figuren fanden besonderen Anklang.
Beim Independent Days Filmfest in Karlsruhe, wo der Film ausgezeichnet wurde, hieß es, es sei der Regisseurin gelungen, „das Genre der Dokufiction weiterzuentwickeln“.